# Cessna
Се́ссна, Цессна (англ. Cessna) — американська компанія-виробник літаків, починаючи від малих двомісних із поршневими двигунами й до реактивних літаків бізнес-класу із турбогвинтовими та турбокомпресорними двигунами. Компанія розташована у місті Вічита, штат Канзас, США. Протягом більшої частини середини-кінця 20-го століття Cessna була одним із найбільших і різноманітних виробників літаків авіації загального призначення у світі. Він був заснований у 1927 році та був придбаний General Dynamics у 1985 році, а потім Textron, Inc., у 1992 році. У березні 2014 року, коли Textron придбав корпорації Beechcraft і Hawker Aircraft, Cessna припинила діяльність як дочірня компанія і приєдналася до інших як один із трьох окремих брендів, що випускаються Textron Aviation. 
Заснована у 1911 фермером Клайдом Сессною, який збудував спочатку для себе одномісний літак з дерева і полотна, а пізніше, отримавши позику в банку, відкрив завод з серійного виробництва однойменних монопланів у місті Вічита.
Компанію придбала корпорація Дженерал Дайнемікс у 1985; з 1992 належить компанії Текстрон.

## Історія

### Походження
Клайд Сессна, фермер з Раго, штат Канзас, побудував власний літак і здійснив політ у червні 1911 року. Він був першою людиною, яка здійснила це між річкою Міссісіпі й Скелястими горами. Cessna розпочав свої підприємства по виробництву літаків з дерева та тканини в Еніді, штат Оклахома, випробувавши багато своїх ранніх літаків на солончаках. Коли банкіри в Еніді відмовилися позичити йому більше грошей на будівництво його літаків, він переїхав до Вічити. 
Cessna Aircraft була створена, коли Клайд Сессна і Віктор Роос стали партнерами в Cessna-Roos Aircraft Company в 1927 році. Роос пішов у відставку лише через місяць партнерства, продавши свій інтерес компанії Cessna.  Невдовзі після цього ім'я Рооса було вилучено з назви компанії. 
Cessna DC-6 отримав сертифікацію в той самий день, що і біржовий крах 1929 року, 29 жовтня 1929 року. 
У 1932 році авіаційна компанія Cessna закрила свої двері через Велику депресію.
Однак автомобіль Cessna CR-3 здійснив свій перший політ у 1933 році. Літак виграв американські повітряні перегони 1933 року в Чикаго, а пізніше встановив новий світовий рекорд швидкості для двигунів об’ємом менш як 500 кубічних дюймів, досягнувши в середньому 237 миль/год (381 км/год). 
Племінники Cessna, брати Дуейн і Дуайт Воллес, купили компанію у Cessna в 1934 році. Вони знову відкрили її та почали процес створення того, що стане глобальним успіхом. 
Cessna C — 37 був представлений у 1937 році як перший гідролітак Cessna, оснащений поплавками Edo. У 1940 році Cessna отримала найбільше замовлення на сьогодні, коли вони підписали контракт з армією США на 33 спеціально обладнаних Cessna T-50. Пізніше в 1940 році Королівські ВПС Канади замовили 180 Т-50. 

## Маркетингові ініціативи
Протягом 1950-х і 1960-х років відділ маркетингу Cessna наслідував приклад автовиробників Детройту і придумав багато унікальних маркетингових термінів, щоб відрізнити свою лінійку продуктів від їхніх конкурентів.
Інші виробники та авіаційна преса широко висміювали та підробляли багато маркетингових термінів, але Cessna побудувала та продала більше літаків, ніж будь-який інший виробник у роки буму 1960-х і 1970-х років.
Як правило, назви моделей Cessna не відповідають тематиці, але зазвичай є логіка в нумерації: серії 100 — це легкі одиночні, 200 — товстіші, 300 — це легкі та середні близнюки, 400 — мають «широкий овал». Розміщення кают-класу і 500-х — це літаки. Багато моделей Cessna мають назви, які починаються на C для алітерації (наприклад, Citation, Crusader, Chancellor). 

### Термінологія компанії
Маркетингова термінологія Cessna включає:
- Закрилки Para-Lift — великі закрилки Fowler Cessna представила на 170 B в 1952 році, замінивши звичайні закрилки з вузькими хордами, які тоді використовувалися. [10]
- Land-O-Matic — у 1956 році Cessna представила шасі 172 із підресореною сталевою триколісною машиною. Відділ маркетингу вибрав «Land-O-Matic», щоб натякати, що ці літаки набагато легше приземлятися та злітати, ніж попередня звичайна посадка, оснащені обладнанням Cessna 170. Вони навіть зайшли до того, що пілоти можуть виконувати «зльоти та посадки з приводом», маючи на увазі, що керувати цими літаками було так само легко, як керувати автомобілем. У наступні роки в деяких моделях Cessna сталеве підресорне шасі замінили на сталеві трубчасті ніжки. 206 сьогодні зберігає оригінальне шасі з пружинної сталі. [10]
- Omni-Vision — задні вікна на деяких одиничних моделях Cessna, починаючи з 182 і 210 в 1962 році, а потім на 172 і 150 в 1963 і 1964 роках відповідно. Цей термін мав на меті змусити пілота відчути, що видимість була покращена на лінії Cessna для поганої видимості. Введення заднього скла викликало в більшості моделей втрату крейсерської швидкості через додаткову опору, але не додало корисної видимості.
- Потужність з амортизацією – гумові кріплення на капоті моделі 150 1967 року випуску, на додаток до гумових кріплень, що ізолюють двигун від кабіни.

- Omni-Flash — проблисковий маяк на кінчику плавника, який можна було побачити навколо.
- Відкритий вид – це стосувалося видалення верхньої частини колеса керування в моделях 1967 року. Вони були прямокутними, а тепер стали у формі «баранячого рогу», таким чином не закриваючи так сильно панель приладів.
- Швидке сканування — Cessna представила нове компонування приладової панелі в 1960-х роках, і це модне слово позначало, що панелі Cessna випереджають конкурентів.
- Nav-O-Matic — назва системи автопілоту Cessna, що означало, що система була відносно простою.
- Camber-Lift — Маркетингова назва, що використовується для опису крил літаків Cessna, починаючи з 1972 року, коли конструктори аеродинаміки в Cessna додали злегка опущену передню кромку до стандартного крила NACA 2412, що використовується на більшості легких літаків. Письменник Джо Крісті описав це ім’я як «дурне» і додав: «Чи є інший вид [ліфту]?»

- Stabila-Tip — Cessna почала використовувати паливні баки на кінці крила, ретельно сформовані для аеродинамічного ефекту, а не трубчастої форми. Наконечники баків мають перевагу в тому, що зменшують вплив палива на вільну поверхню, що впливає на баланс літака під час маневрів.

## Галерея

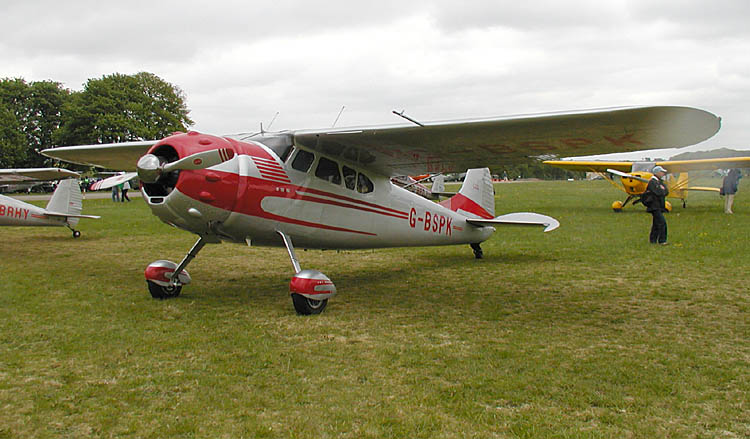
1951 Cessna 195
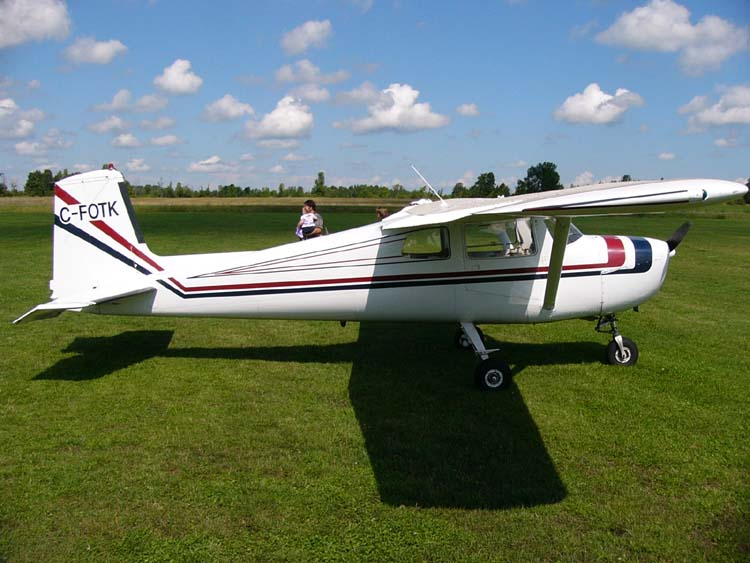
Cessna 150, вироблялася перед 1964
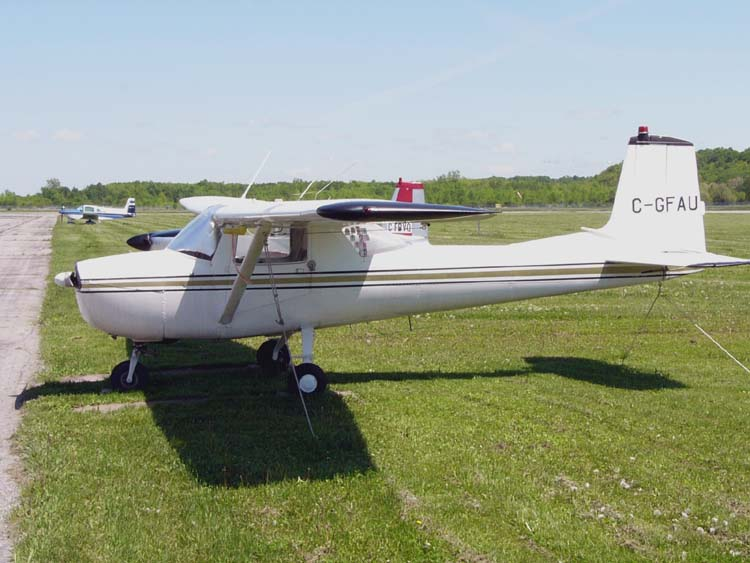
1965 Cessna 150E
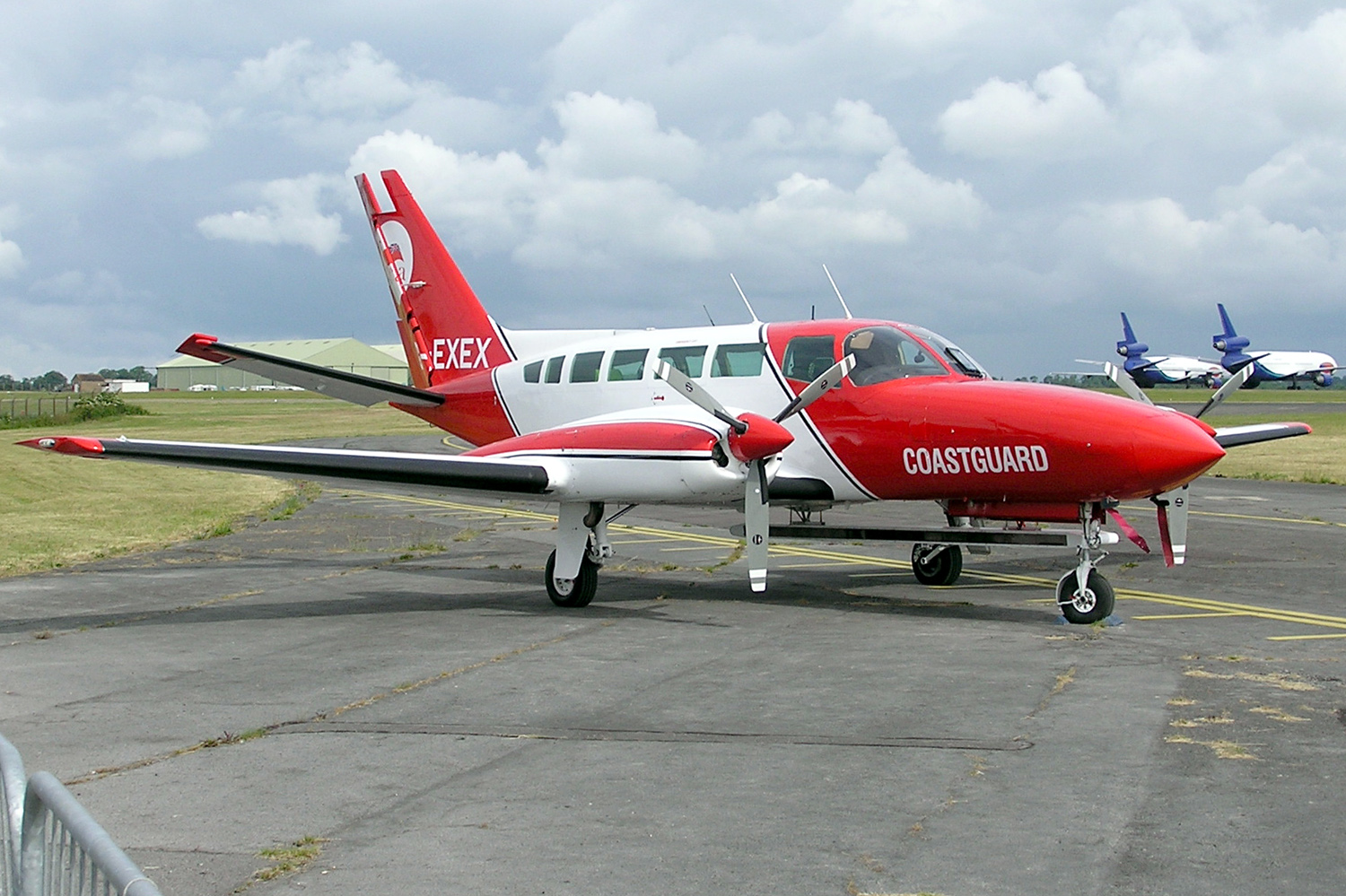
1977 Cessna 404, Titan II
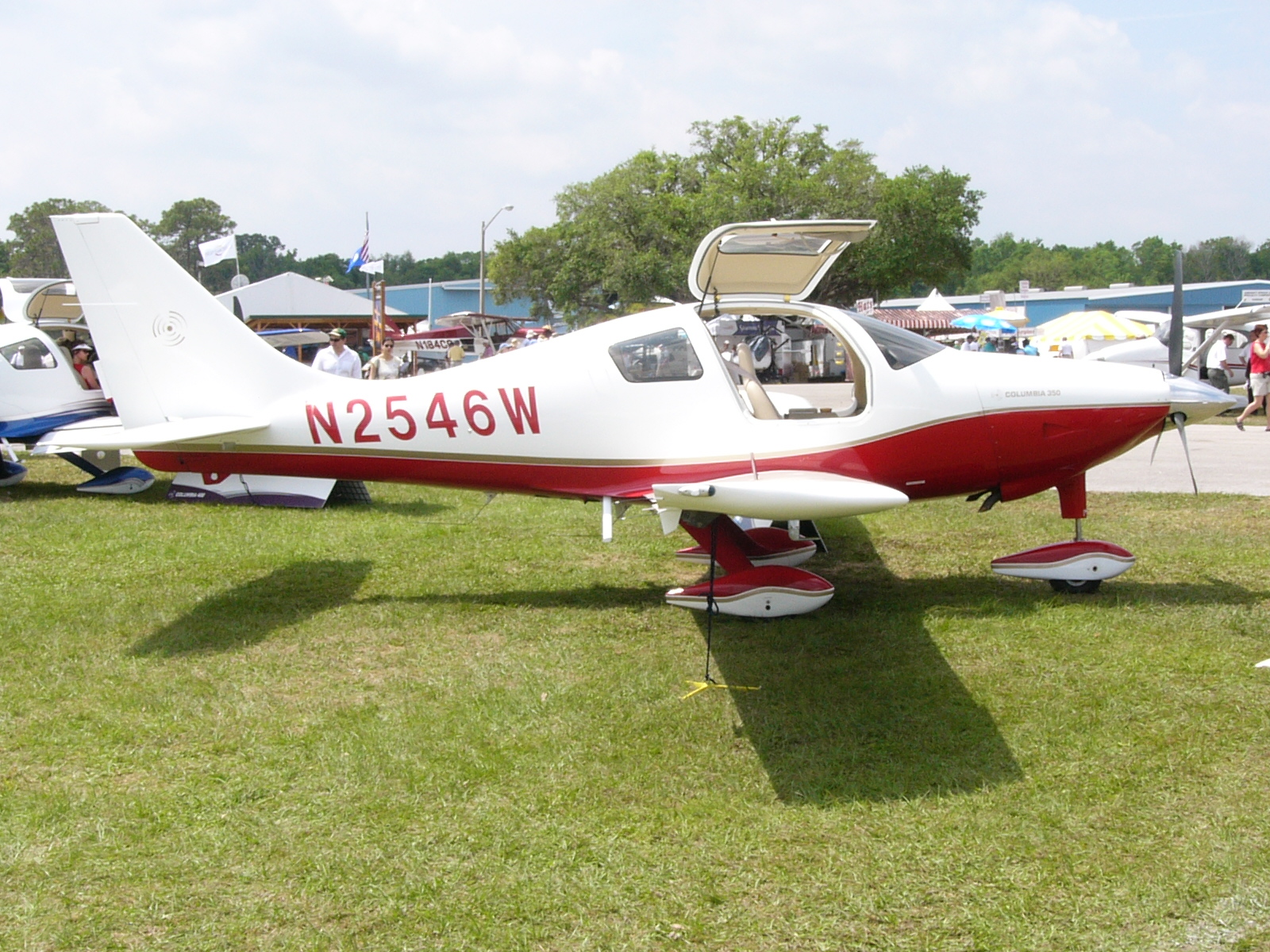
2006 Cessna 350
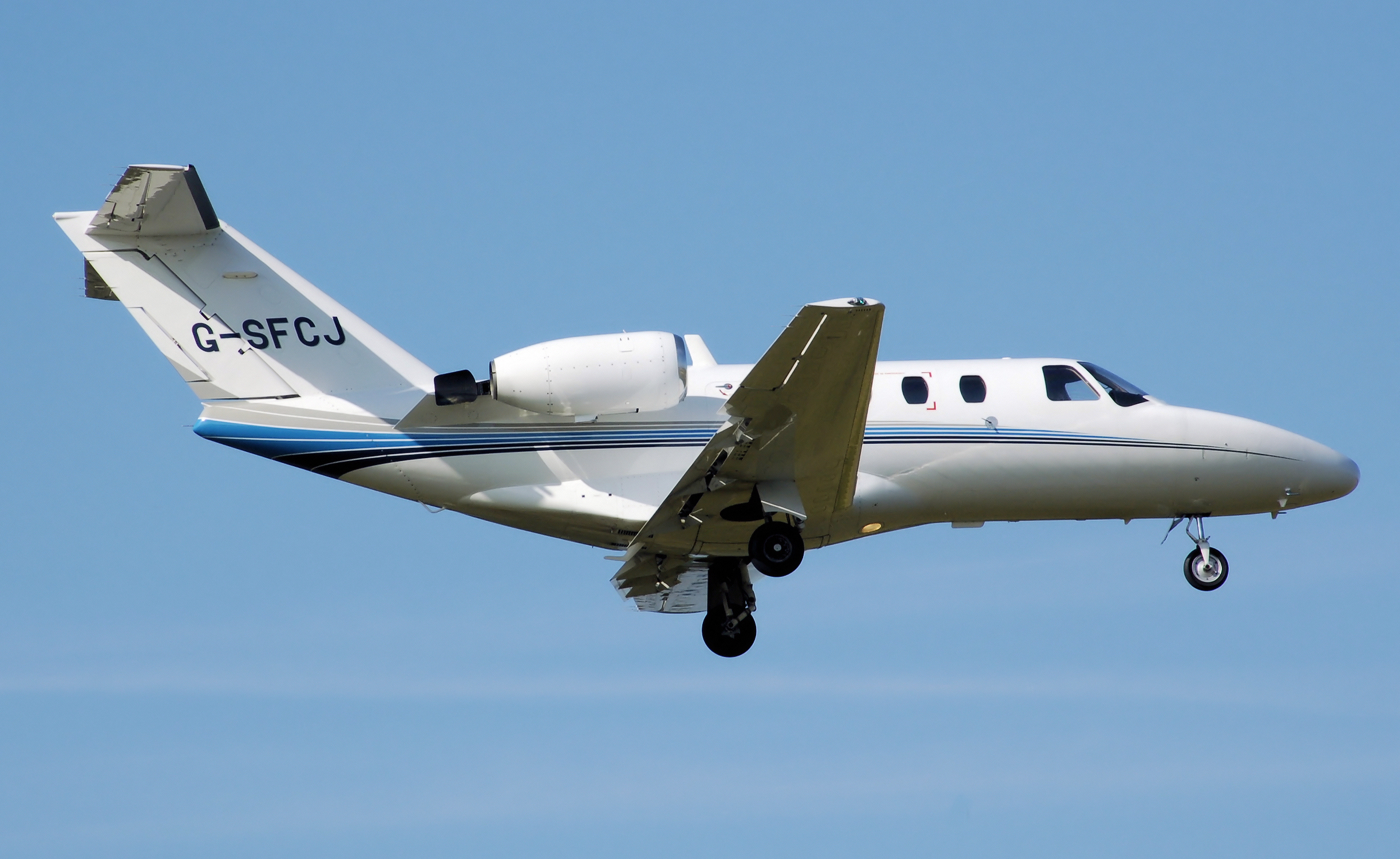
Cessna 525, CitationJet
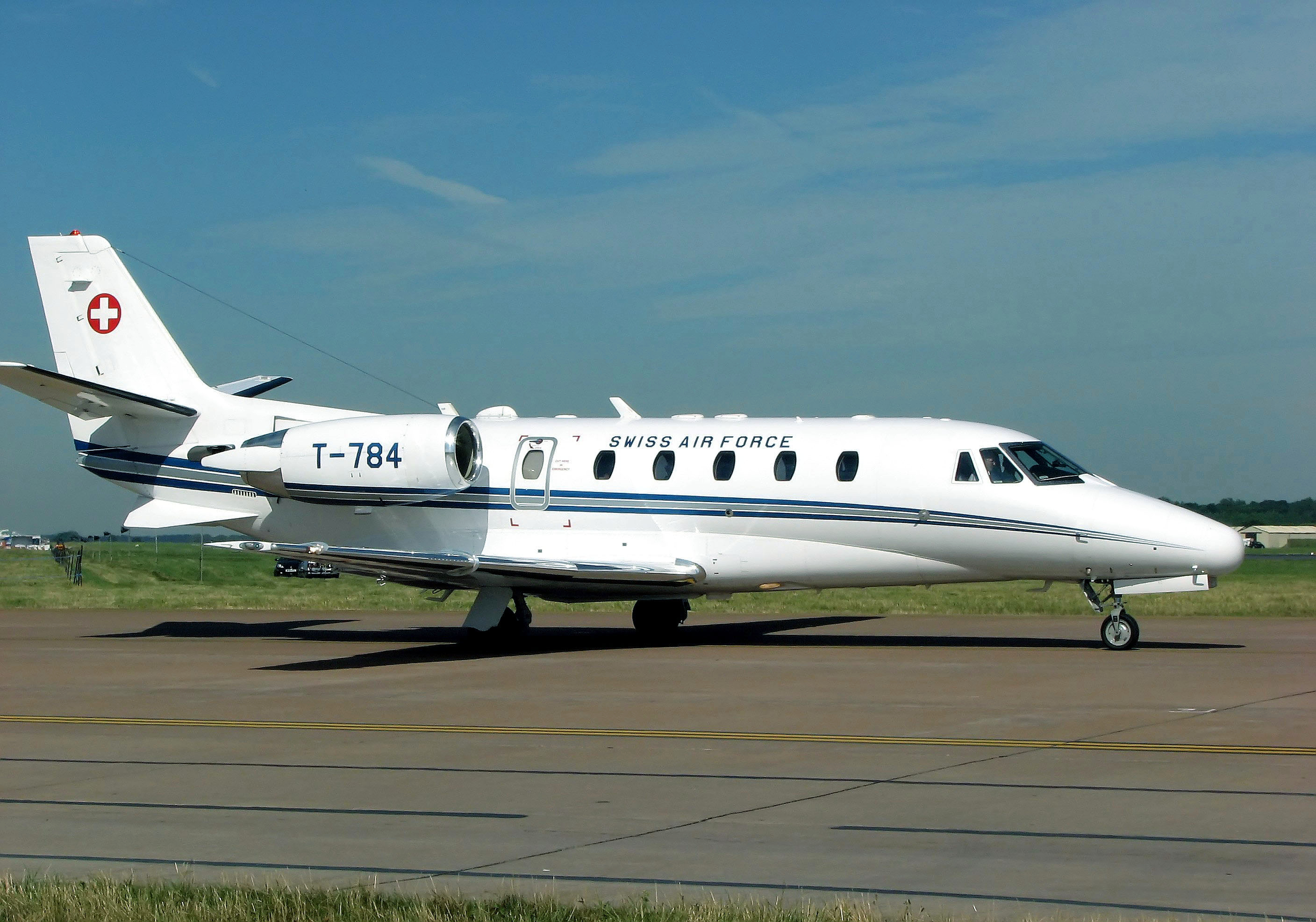
Cessna 560XL, Citation Excel на службі Повітряних Сил Швейцарії